# Ray Lovelock
Raymond Lovelock (ur. 19 czerwca 1950 w Rzymie, zm. 10 listopada 2017 w Trevi) – włoski aktor filmowy i telewizyjny.

## Życiorys

### Wczesne lata
Urodził się w Rzymie jako trzeci z czterech synów Włoszki i Anglika. Jego ojciec był brytyjskim żołnierzem, który w 1944 roku we Włoszech dążył do wyzwolenia Słoweńców i zniszczenia reżimu faszystowskiego. Jego ojciec gdy stacjonował we Włoszech spotkał i ostatecznie poślubił matkę Raya. 

### Kariera
Po raz pierwszy zainteresował się aktorstwem jako nastolatek, podczas gdy uczęszczał do kolegium. Zaczął jako statysta w filmach i reklamach telewizyjnych. Występował w rzymskim klubie Piper w zespole rockowym z długoletnim przyjacielem Tomásem Miliánem. We Włoszech, wraz z grupą nagrał pięć singli, w tym piosenkę pochodzącą z filmu Live Like a Cop, Die Like a Man (1976). Wydał również dwa single w Japonii. 
Jego pierwszą rolą filmową był Evan Templer w spaghetti westernie Django Kill! (1967) u boku Tomása Miliána. Jednak dopiero rola Donato 'Tuccio' Lopeza w dramacie kryminalnym Carlo Lizzaniego Bandyci w Mediolanie (Banditi a Milano, 1968) z Gianem Marią Volonté otworzyła mu drzwi do międzynarodowej kariery. W filmie fantasy Królowe zła (Le regine, 1970) wystąpił jak Dawid, wolny duchem hippis włóczęga, uwodzony urokiem trzech seksownych czarownic; w tym filmie również śpiewa piosenki z niepokojącym motywem ludowym. 
Lovelock stał się też zapalonym miłośnikiem piłki nożnej, był kapitanem włoskiej drużyny futbolowej aktorów, którzy grali w mecze piłkarskie, aby zebrać pieniądze na cele charytatywne.
W 1968 roku poznał agentkę Gioai, z którą ożenił się w 1970 roku. Ich córka Francesca Romana (ur. 1971) podjęła pracę jako asystentka reżysera w Neapolu. 

## Dyskografia

### albumy
- 1970: Il delitto del diavolo - Le regine (śpiew We love you underground i Swimming, autor tekstów)

### single
- 1967: "La pazzia/Il cavallo bianco|La piazza/Il cavallo bianco" (wyd. CBS, 3099)
- 1969: "Solo/Ti strapperò come un fiore" (CGD, N 9751)
- 1969: "Home/Lovely love"

### Filmografia
- 1967: Django Kill! jako Evan Templer
- 1968: Bandyci w Mediolanie (Banditi a Milano) jako Donato 'Tuccio' Lopez
- 1969: Toh, è morta la nonna! jako Carlo Alberto
- 1969: L'amica jako Claudio Nervi
- 1971: Skrzypek na dachu (Fiddler on the Roof) jako Fiedka
- 1971: Un posto ideale per uccidere jako Dick Butler
- 1973: Il giorno del furore jako Yuri
- 1974: Squadra volante jako Rino
- 1974: Żywe trupy w Manchester Morgue (Non si deve profanare il sonno dei morti) jako George
- 1974: Milano odia: la polizia non può sparare jako Carmine
- 1974: Il miglior sindaco, il re jako Sancho
- 1975: Roma violenta jako Biondi
- 1976: Żyj jak glina, zgiń jak mężczyzna (Uomini si nasce poliziotti si muore) jako Tony
- 1976: Skrzyżowanie Kassandra (The Cassandra Crossing) jako Tom
- 1977: L'avvocato della mala jako adwokat Mario Castaldi
- 1978: Il grande attacco jako John Foster
- 1978: La settima donna jako Aldo
- 1979: From Hell to Victory jako Jim Rosson
- 1979: Play Motel jako Roberto Vinci
- 1984: Murderock - uccide a passo di danza jako George Webb
- 1986: Mino jako Michele Rasi